# Der Regen fällt
Der Regen fällt (Cade la pioggia) è una canzone della cantante tedesca LaFee. Originariamente contenuta nel suo secondo album (Jetzt erst recht), nel 2009 venne registrata nuovamente per poi essere pubblicata come singolo apripista della sua prima raccolta, The Best of LaFee., ottenendo però scarso successo.
La canzone era stata inoltre tradotta e incisa in inglese per il suo album Shut Up.

## Tracce
- 2009 CD-Version 2-Track Edition

1. "Der Regen fällt 2009" - 3:54
2. "Der Regen fällt (Akustik Goodbye Mix 2009)" - 2:54